# 锡里斯 (加利福尼亚州)
锡里斯（英語：Ceres），是美国加利福尼亚州斯坦尼斯劳斯县下属的一座城市。建市于1918年2月25日，面积大约为8.01平方英里（20.7平方公里）。根据2010年美国人口普查，该市有人口45,417人。